# Barrett Ruud
Pour les articles homonymes, voir Ruud.
(en) Statistiques sur pro-football-reference
Barrett James Ruud, né le 20 mai 1983 à Lincoln (Nebraska), est un joueur américain de football américain évoluant au poste de linebacker.
Étudiant à l'Université du Nebraska–Lincoln, il joua pour les Nebraska Cornhuskers. Son père, Tom Ruud, joua pour les Bills de Buffalo et les Bengals de Cincinnati et son frère, Bo Ruud, est agent libre.
Il fut drafté en 2005 à la 36e place (deuxième tour) par les Buccaneers de Tampa Bay. Remplaçant à sa première saison, il devient titulaire après les blessures de Shelton Quarles et de Ryan Nece. C'est cependant en 2007 qu'il devient titulaire indiscutable.
En 2011, il rejoint les Titans du Tennessee.
En 2012, il signe aux Seahawks de Seattle, aux Saints de La Nouvelle-Orléans et aux Texans de Houston.